# Composition du Conseil de sécurité des Nations unies
Pour un article plus général, voir Conseil de sécurité des Nations unies.

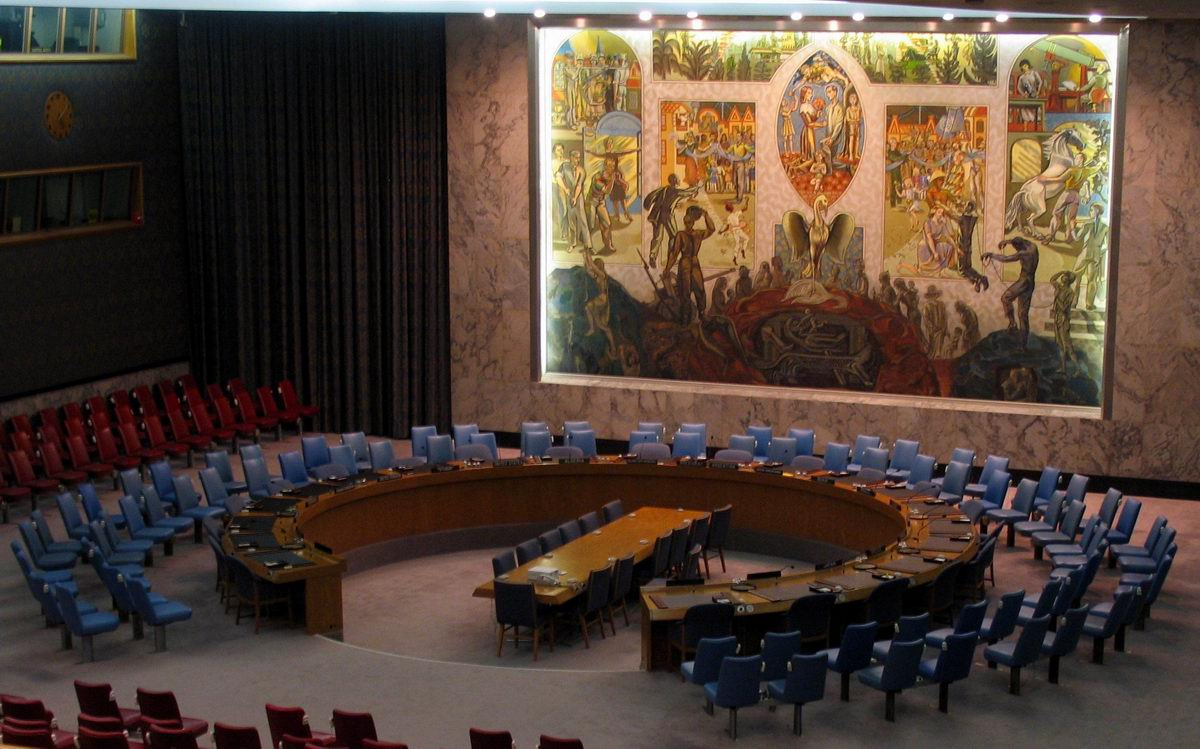
La table en fer-à-cheval où se réunit le Conseil de sécurité, au siège new-yorkais de l'Organisation

Comme le prévoit la Charte des Nations unies, le Conseil de sécurité des Nations unies se compose de quinze États membres de l'Organisation. La composition du Conseil est régie par l'article 23 du chapitre V de la Charte. Il fait la distinction entre membres permanents et membres non permanents du Conseil de sécurité.

## Membres permanents
Le Conseil de sécurité comprend cinq membres permanents :
- République populaire de Chine
- États-Unis d'Amérique
- République française
- Royaume-Uni de Grande-Bretagne et d'Irlande du Nord
- Fédération de Russie

Les membres permanents du Conseil de sécurité sont cinq puissances nucléaires déclarées. Mis à part les États-Unis, les quatre autres pays ont acquis l'arme nucléaire après la création de l'ONU. Leur statut au Conseil de sécurité leur a donc été conféré pour d'autres raisons. En effet, ces cinq États étaient les principaux vainqueurs de la Seconde Guerre mondiale et ils représentaient alors une part significative (plus de 50 %) de la population mondiale.
Dans le jargon onusien, on utilise l'acronyme p. 5 (P-Five) pour parler de ces 5 membres permanents du Conseil de sécurité (Permanent Five). Par ailleurs, p. 3 désigne les trois membres permanents occidentaux du Conseil (États-Unis, France et Royaume-Uni).
En 1945, à la création de l'ONU, le siège de la Chine était occupé par le représentant de la république de Chine. Après son départ sur l'île de Taïwan en 1949 (année de l'arrivée au pouvoir du Parti communiste), le gouvernement chinois en exil continua d'occuper le siège de la Chine. Le 25 octobre 1971, l'Assemblée générale adopte la Résolution 2758 qui a pour conséquence le remplacement des représentants de la république de Chine par ceux de la république populaire de Chine dans toutes les instances de l'Organisation des Nations unies. En particulier, le siège de membre permanent au Conseil de sécurité revient au représentant de la Chine communiste.
L'Union des républiques socialistes soviétiques (l'Union soviétique) est un des 51 membres fondateurs de l'ONU. Le 24 décembre 1991, le Président russe Boris Eltsine adresse une lettre au Secrétaire général de l'époque, Javier Pérez de Cuéllar. Il l'informe que la fédération de Russie remplacera désormais l'Union soviétique au Conseil de sécurité et dans tous les autres organes de l’ONU. Deux jours plus tard, le 26 décembre, l'Union soviétique est officiellement dissoute. Le 2 mars 1992, dix des quinze anciennes républiques soviétiques rejoignent l'Organisation. La Biélorussie et l'Ukraine faisaient partie des membres fondateurs, tandis que les trois États baltes (Estonie, Lettonie et Lituanie) ont intégré l'ONU le 17 septembre 1991.
Outre le fait qu'ils ne fassent pas l'objet d'un renouvellement, les membres permanents disposent d'un droit de veto lors des votes du Conseil. Ce sont les deux différences qui les distinguent des membres non permanents.
Membres permanents de 1945 à 1971 :
- République de Chine
- États-Unis d'Amérique
- République française
- Royaume-Uni de Grande-Bretagne et d'Irlande du Nord
- Union des républiques socialistes soviétiques

Membres permanents de 1971 à 1991 :
- République populaire de Chine
- États-Unis d'Amérique
- République française
- Royaume-Uni de Grande-Bretagne et d'Irlande du Nord
- Union des républiques socialistes soviétiques

## Membres non permanents
Alors que le nombre de membres permanents du Conseil de sécurité a toujours été invariable, ce n'a pas été le cas de celui des membres non permanents. Un amendement à l'article 23 de la Charte des Nations unies a été adopté par l'Assemblée générale des Nations unies le 17 décembre 1963 (entré en vigueur le 31 août 1965) : la Résolution 1991 a porté de onze à quinze le nombre de membres du Conseil de sécurité, par la création de quatre nouveaux sièges de membres non permanents. Aujourd'hui, de nombreuses discussions au sein de l'Organisation tournent autour de l'augmentation des membres du Conseil.
La question de la représentativité des membres non permanents et de leur nombre est récurrente depuis les années 1960. L'amendement de 1963 a fixé une répartition géographique équitable des sièges de membres non permanents. Ainsi, on trouve désormais systématiquement :
- cinq États membres d'Afrique et d'Asie (en général, trois d'Afrique et deux d'Asie) ;
- un État membre d'Europe orientale ;
- deux États membres d'Amérique latine ;
- deux États membres du groupe des États d’Europe occidentale et autres États.

Les membres non permanents du Conseil de sécurité sont élus par l'Assemblée générale, pour un mandat de deux ans. Ils sont renouvelés par moitié chaque année. Les membres sortants ne sont pas immédiatement rééligibles. Pour être élu, un État doit être soutenu par les deux tiers des 192 votants à l'Assemblée générale ; pour l'élection de 2006, il fallait donc recueillir 128 votes. Dans la pratique, chaque groupe régional (non officiel mais constitué à des fins électorales) nomme son ou ses candidats, qui sont ensuite soumis au vote de l'Assemblée.

## Composition en 2025
Chaque représentant des membres du Conseil s'installe autour de la table dans l'ordre alphabétique anglais de son nom, le Président du Conseil et le secrétaire général se plaçant au centre.
| Membres permanents | Membres permanents           | Membres permanents | Membres non-permanents élus pour 2024-2025 | Membres non-permanents élus pour 2024-2025 | Membres non-permanents élus pour 2024-2025 | Membres non permanents élus pour 2025-2026 | Membres non permanents élus pour 2025-2026 | Membres non permanents élus pour 2025-2026 |
| Pays               | Groupe                       | Ambassadeur        | Pays                                       | Groupe                                     | Ambassadeur                                | Pays                                       | Groupe                                     | Ambassadeur                                |
| ------------------ | ---------------------------- | ------------------ | ------------------------------------------ | ------------------------------------------ | ------------------------------------------ | ------------------------------------------ | ------------------------------------------ | ------------------------------------------ |
| Chine              | Asie-Pacifique               | Fu Cong            | Algérie*                                   | Afrique                                    | Amar Bendjama                              | Danemark                                   | Europe occidentale et autres               | Christina Markus Lassen                    |
| États-Unis         | Europe occidentale et autres | Dorothy Shea       | Sierra Leone                               | Afrique                                    | Michael Imran Kanu                         | Grèce                                      | Europe occidentale et autres               | Evangelos Sekeris                          |
| France             | Europe occidentale et autres | Jérôme Bonnafont   | Corée du Sud                               | Asie-Pacifique                             | Hwang Joon-kook                            | Pakistan                                   | Asie-Pacifique                             | Munir Akram                                |
| Royaume-Uni        | Europe occidentale et autres | Barbara Woodward   | Guyana                                     | Amérique latine et Caraïbes                | Carolyn Rodrigues                          | Panama                                     | Amérique latine et Caraïbes                | Eloy Alfaro de Alba                        |
| Russie             | Europe orientale             | Vassili Nebenzia   | Slovénie                                   | Europe orientale                           | Boštjan Malovrh                            | Somalie                                    | Afrique                                    | Abukar Dahir Osman                         |

* indique la représentation des nations arabes

## Problème de représentativité et réforme
La représentativité des cinq membres permanents était incontestée lors de la création de l'Organisation des Nations unies au sortir de la guerre, en 1945. Ils représentaient plus de 50 % de la population mondiale, dont moins de 15 % pour la Chine. Or, d'un côté, la vague de décolonisations, la progression démographique de l'Asie, de l'Afrique et de l'Amérique latine, et de l'autre, l'éclatement de l'URSS, la stagnation de la France et du Royaume-Uni, font qu'aujourd'hui, ces membres permanents ne représentent que 30 % de la population mondiale, dont 20 % pour la seule Chine.
Il en est de même pour la répartition géographique des membres non permanents. La bascule démographique et les changements géopolitiques font que certaines régions sont sous-représentées. Par exemple, l'ensemble Asie-Afrique représente 65 % de la population mondiale (hors membres permanents) pour 50 % des sièges de membres non permanents, alors que l'Amérique latine représente 10 % de la population pour 20 % des membres non permanents.[pertinence contestée]
Aussi les débats portent-ils sur la pertinence du maintien de sièges permanents, sur le nombre et sur l'élargissement du Conseil de sécurité à de nouveaux membres non permanents. Il semblerait que l'on se dirige vers l'ajout de six nouveaux membres permanents (peut-être sans droit de veto) : Allemagne, Brésil, Inde, Japon et un ou deux pays africains qui pourraient être l'Afrique du Sud (pays le plus prospère d'Afrique), l'Égypte (qui représenterait également le monde arabe) ou bien le Nigeria. On se retrouverait alors avec 21 membres dont 11 permanents représentant l'ensemble des continents. Si cette option était retenue, il serait alors peu probable qu'on voit le nombre de membres non permanents augmenter aussi, et ceci pour éviter la paralysie du Conseil. Mais ce principe, qui a été soutenu en particulier par Kofi Annan, se heurte à de nombreuses réticences : l'Italie (qui ne veut pas être le seul grand pays de l'Union européenne à ne pas disposer d'un siège permanent), le Mexique et l'Argentine (contre le Brésil), le Pakistan (contre l'Inde), la Chine et la Corée du Sud (contre le Japon).[Interprétation personnelle ?] De l'autre côté, ces quatre pays, qu'on appelle le G4, sont tous soutenus par la France, le Royaume-Uni et la Russie parmi d'autres pays. La France et le Royaume-Uni soutiennent aussi le cas d'un pays africain. les États-Unis soutiennent également la création de deux sièges permanents au Conseil de sécurité pour des pays africains, en cas d’élargissement du Conseil de sécurité.

## Représentant permanent
La Charte des Nations unies (article 28.1) demande à chaque État membre du Conseil de sécurité d'avoir un représentant permanent au siège des Nations unies. En effet, le Conseil est le seul organe des Nations unies à siéger en permanence et doit pouvoir se réunir en tout temps.
Le règlement intérieur donne d'autres obligations concernant les représentants des membres du Conseil de sécurité. Chaque représentant doit être accrédité par l'État membre qu'il représente. Ses pouvoirs doivent émaner du chef de l'État, du chef du gouvernement ou du ministre des Affaires étrangères et être présentés au secrétaire général au moins vingt-quatre heures avant qu'il ne siège. Ce dernier soumet alors un rapport à l'approbation du Conseil de sécurité.
Le chef de l'État, le chef du gouvernement et le ministre des Affaires étrangères de chaque État membre du conseil peuvent siéger au Conseil de sécurité sans avoir à présenter de pouvoirs.
Une seule fois dans l'histoire des Nations unies s'est tenue une réunion au sommet du Conseil de sécurité, c'est-à-dire où siégeaient non plus les représentants permanents mais les chefs d'État ou de gouvernement. Le 31 janvier 1992, se tint la 3046e séance du Conseil de sécurité, en présence de treize chefs d'État ou de gouvernement sur quinze. Cette réunion du Conseil, alors présidé par le Royaume-Uni, réunit entre autres, les présidents François Mitterrand (France), George H. W. Bush (États-Unis) et Boris Eltsine (Russie), le roi Hassan II (Maroc), les Premiers ministres John Major (Royaume-Uni), Li Peng (Chine), Ki'ichi Miyazawa (Japon), P. V. Narasimha Rao (Inde) et Wilfried Martens (Belgique). Seuls la Hongrie et le Zimbabwe sont représentés par leur ministre des Affaires étrangères.
Il arrive beaucoup plus fréquemment que les ministres des Affaires étrangères représentent leur pays au Conseil. Par exemple, durant la 4707e séance du 14 février 2003, le ministre français des Affaires étrangères Dominique de Villepin a prononcé un réquisitoire contre la guerre en Irak qui lui valut d'être applaudi, fait extrêmement rare en cette enceinte.